# Gare de Faremoutiers - Pommeuse
La gare de Faremoutiers - Pommeuse est une gare ferroviaire française de la ligne de Gretz-Armainvilliers à Sézanne, située sur le territoire de la commune de Pommeuse, au nord de celle de Faremoutiers, dans le département de Seine-et-Marne, en région Île-de-France.
Elle est mise en service en 1863 par la compagnie des chemins de fer de l'Est.
C'est une gare de la Société nationale des chemins de fer français (SNCF), desservie par les trains de la ligne P du Transilien.

## Situation ferroviaire
Établie à 91 m d'altitude, la gare de Faremoutiers - Pommeuse est située au point kilométrique (PK) 64,531 de ligne à voie unique de Gretz-Armainvilliers à Sézanne, entre les gares de Guérard - La Celle-sur-Morin et de Mouroux.

## Histoire
Le 2 février 1861, la compagnie des chemins de fer de l'Est, met en service le premier tronçon, jusqu'à la gare de Mortcerf, de sa future ligne de Gretz à Sézanne. La mise en service du tronçon suivant, de Mortcerf à Coulommiers sur lequel se trouve la gare de Faremoutiers - Pommeuse, va être plusieurs fois reportée du fait de sols de mauvaises qualités, provoquant notamment des éboulis dans les tranchées. La mise en service commercial, ainsi qu'une petite inauguration, ont eu finalement lieu le 2 avril 1863. 
Le 13 décembre 2009 la ligne P du Transilien est mise en horaires cadencés y compris pour les trains qui desservent Faremoutiers - Pommeuse, puisque la navette s'arrêtant à Tournan est supprimée et remplacée par un trajet jusqu'à la gare de Paris-Est.
En 2019, selon les estimations de la SNCF, la fréquentation annuelle de la gare est de 269 998 voyageurs.

## Service des voyageurs

### Accueil
Gare SNCF du réseau Transilien, elle est équipée d'un automate pour la vente des titres de transport Transilien ainsi que d'écrans d'information[réf. nécessaire].

### Desserte
Faremoutiers - Pommeuse est desservie par les trains de la ligne P du Transilien (réseau Paris-Est).

### Intermodalité
Un parking pour les véhicules y est aménagé.
La gare est desservie par les lignes 02D, 31 et 38 du réseau de bus Brie et 2 Morin.

Installations
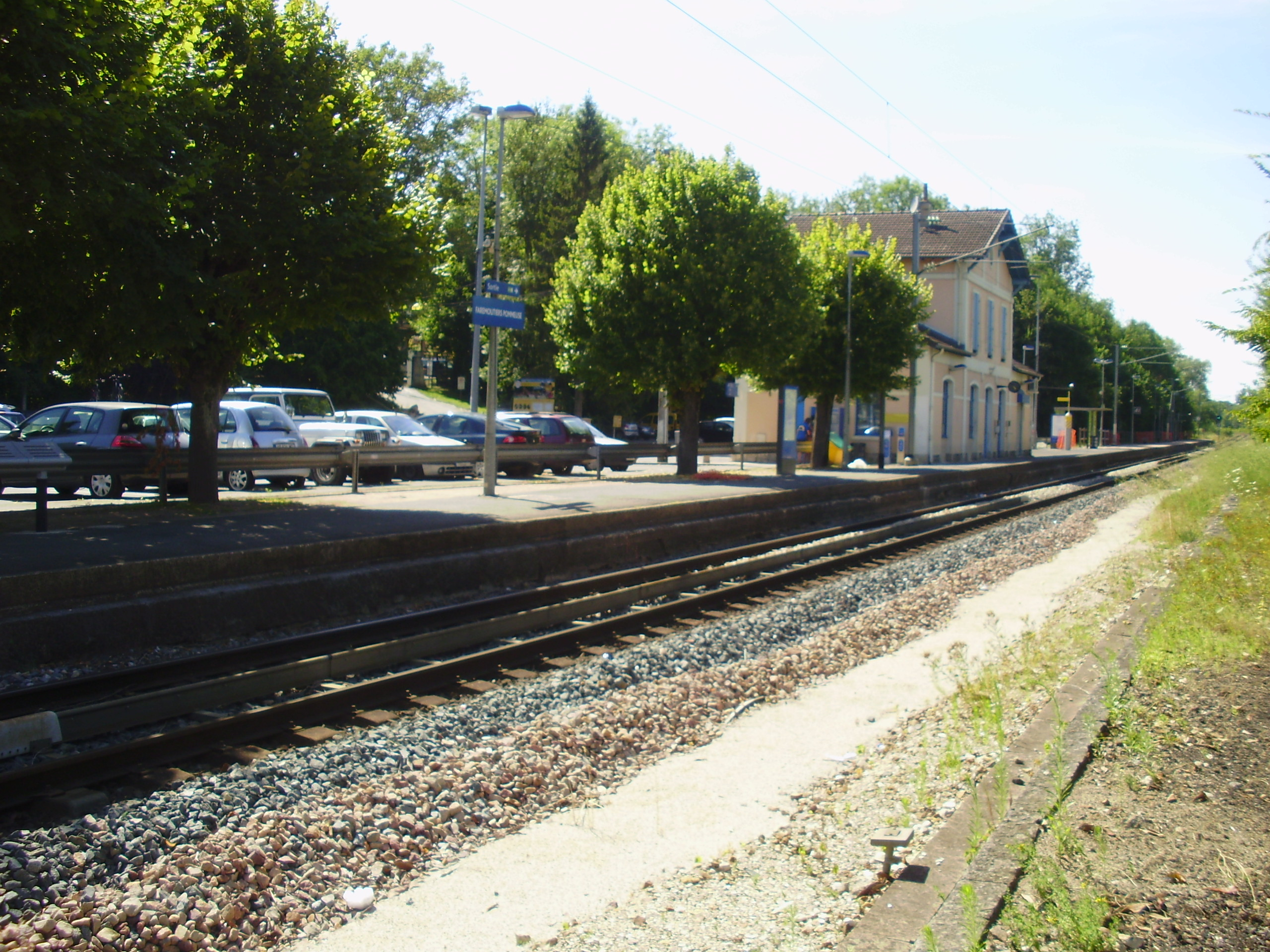
Voie et quai.
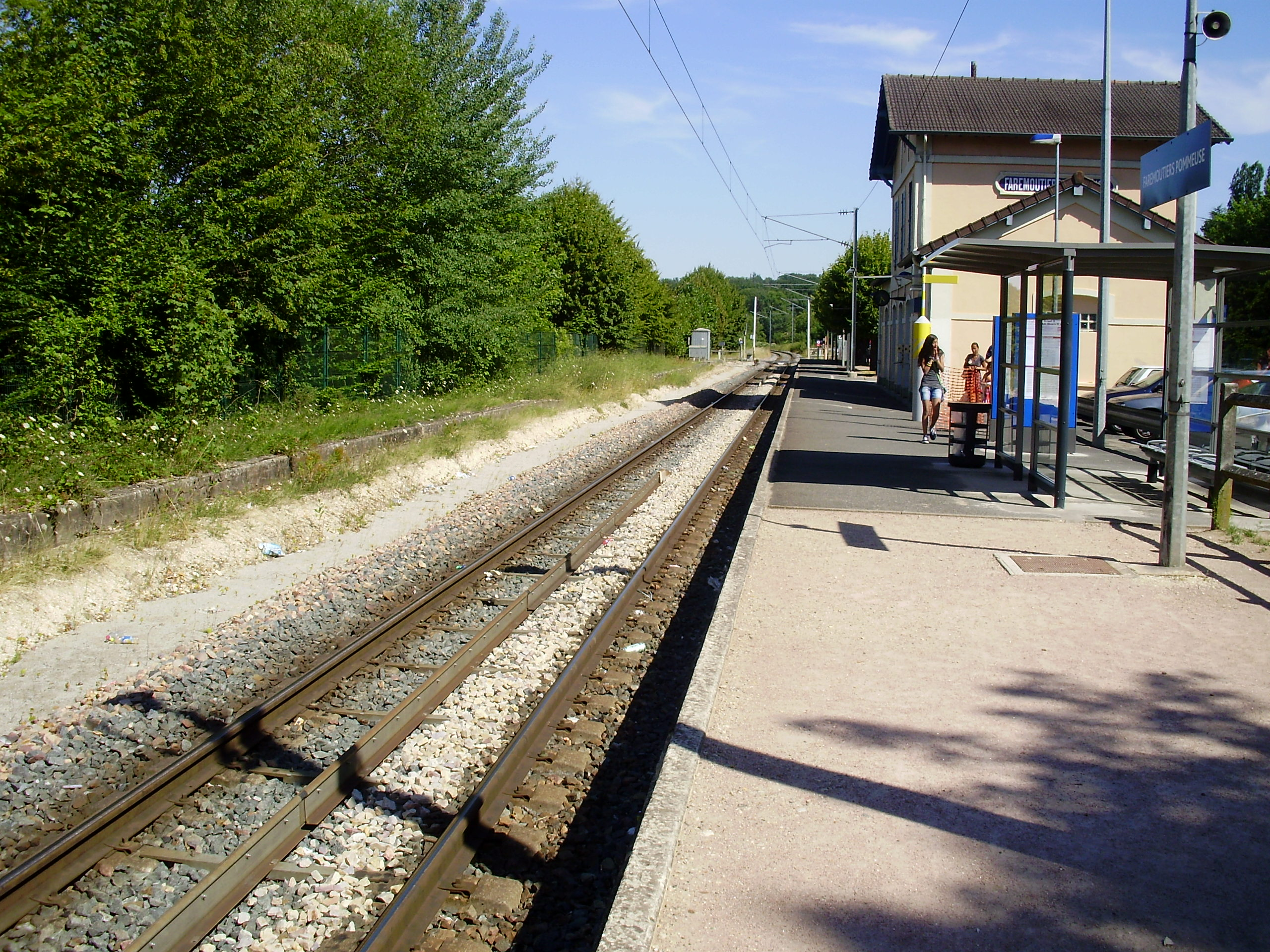
Voie et quai.